# Taruga longinasus
Taruga longinasus es una especie de anfibio que habita en el centro y sur de Sri Lanka.
Esta especie se encuentra en peligro de extinción por la pérdida de su hábitat natural.